# زبرجد هندي
الزبرجد الهندى هونوع من أنواع الأحجار الكريمة. وهو يعرف أيضًا باسم قومد في سرى لنكا.

## موطنه الأصلي
يتوجد في كل من بشكل أساسي المناطق التالية:
- المغرب العربي
- مصر
- السودان
- جزيرة الزبرجد وتقع في البحر الأحمر
- الصين
- الهند
- قبرص